# Cataglyphis constrictus
Cataglyphis constrictus är en myrart som först beskrevs av Mayr 1868.  Cataglyphis constrictus ingår i släktet Cataglyphis och familjen myror. Inga underarter finns listade.